# ディウウス・カエサル神殿

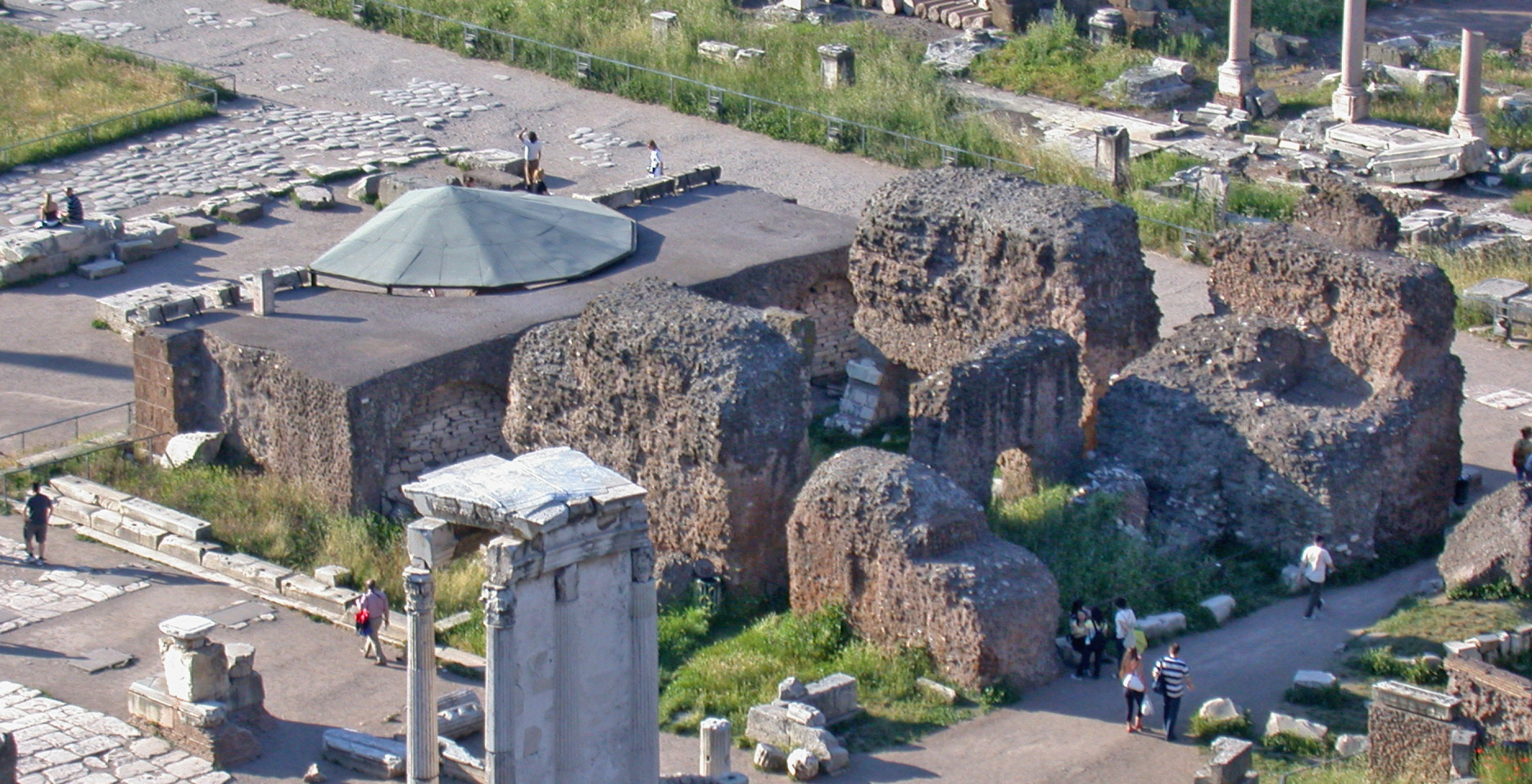
カエサル神殿現況

ディウウス・カエサル神殿（ラテン語: Aedes Divi Iulii、イタリア語: Tempio del Divo Giulio）はローマのフォロ・ロマーノ（ラテン語: Forum Romanum）にある古代の建築物である。紀元前29年8月29日に、アクティウムの海戦に勝利したオクタウィアヌス（後の初代皇帝アウグストゥス）が神君カエサルを記念して建てたプロスタイル式（前柱廊下式）の神殿。日本語で神君カエサル神殿と表記されることもある。
フォルム（中央の広場）の東に面しており、レギア、カストルとポルックス神殿、バシリカ・アエミリアに囲まれた場所にあり、カエサルの遺体が火葬された場所に建てられている。神殿の一段上がったところはロストラ（演壇）が作られており、アクティウムの海戦で捕縛した船の船首で飾られていたという。この神殿はまた、カエサルの死後（の紀元前44年）に出現した彗星を祀るものでもあり、この彗星はカエサルの魂であるとも、初代ローマ皇帝アウグストゥスの出現を表すものとも言われていた。